# Srećko Lisinac
Srećko Lisinac (Kraljevo, 17 maggio 1992) è un pallavolista serbo, centrale del Projekt Warszawa.

## Biografia
È sposato con la pallavolista Stefana Veljković: la coppia ha un figlio, Luka, nato nel 2021.

## Carriera

### Club
La carriera da professionista per Srećko Lisinac inizia nella stagione 2009-10 quando viene ingaggiato dal Ribnica, nel massimo campionato serbo: con il club della sua città natale resta legato per tre stagioni. Nella stagione 2012-13 si trasferisce in Polonia, nell'AZS Częstochowa, mentre nell'annata successiva veste la maglia dello Charlottenburg, nella 1. Bundesliga tedesca.
Nella stagione 2014-15 viene ingaggiato dallo Skra Bełchatów, nuovamente nella massima divisione polacca, dove resta per quattro annate, aggiudicandosi due Supercoppe polacche, una Coppa di Polonia e uno scudetto. Nel campionato 2018-19 si accasa al club italiano della Trentino, in Superlega, conquistando in un quinquennio un campionato mondiale per club, una Coppa CEV, una Supercoppa italiana e uno scudetto.
Fa ritorno in Polska Liga Siatkówki nell'annata 2023-24 grazie all'ingaggio da parte del Projekt Warszawa.

### Nazionale
Fa parte delle selezioni giovanili serbe, con cui vince la medaglia di bronzo al campionato europeo 2010 e al campionato mondiale 2011, oltre alla medaglia d'argento al campionato mondiale under 23 2013.
Nel 2012 ottiene le prime convocazioni in nazionale maggiore, con la quale vince la medaglia di bronzo al campionato europeo 2013. Si aggiudica poi la medaglia d'argento e d'oro rispettivamente nell'edizione 2015 e 2016 della World League, andando poi a conquistare un altro bronzo al campionato europeo 2017, seguita dall'oro nell'edizione 2019 del torneo.

## Palmarès

### Club
- Campionato polacco: 1

2017-18
- Campionato italiano: 1

2022-23
- Coppa di Polonia: 1

2015-16
- Supercoppa polacca: 2

2014, 2017
- Supercoppa italiana: 1

2021
- Campionato mondiale per club: 1

2018
- Coppa CEV: 1

2018-19

### Nazionale (competizioni minori)
- Campionato europeo under 20 2010
- Campionato mondiale under 21 2011
- Campionato mondiale under 23 2013
- Memorial Hubert Wagner 2016

### Premi individuali
- 2013 - Campionato europeo: Miglior muro
- 2015 - World League: Miglior centrale
- 2016 - Coppa di Polonia: Miglior muro
- 2016 - World League: Miglior centrale
- 2017 - Campionato europeo: Miglior centrale
- 2018 - Coppa di Polonia: Miglior muro